# Mallota tricolor
Mallota tricolor är en tvåvingeart som beskrevs av Friedrich Hermann Loew 1871. Mallota tricolor ingår i släktet hålblomflugor, och familjen blomflugor. Inga underarter finns listade i Catalogue of Life.